# Joshua Sims
Joshua Samuel Sims, detto Josh (Yeovil, 28 marzo 1997), è un calciatore inglese, centrocampista dello Yeovil Town.

## Caratteristiche tecniche
È un esterno destro.

## Carriera

### Club
Cresciuto nelle giovanili del Southampton, ha esordito il 27 novembre 2016 in un match vinto 1-0 contro l'Everton.

### Nazionale
Ha giocato nelle nazionali giovanili inglesi Under-17, Under-18 ed Under-20.

## Statistiche

### Presenze e reti nei club
Statistiche aggiornate al 7 luglio 2017.
| Stagione        | Squadra         | Campionato      | Campionato | Campionato | Coppe nazionali | Coppe nazionali | Coppe nazionali | Coppe continentali | Coppe continentali | Coppe continentali | Altre coppe | Altre coppe | Altre coppe | Totale | Totale | Totale |
| Stagione        | Squadra         | Comp            | Pres       | Reti       | Comp            | Pres            | Reti            | Comp               | Pres               | Reti               | Comp        | Pres        | Reti        | Pres   | Reti   |        |
| --------------- | --------------- | --------------- | ---------- | ---------- | --------------- | --------------- | --------------- | ------------------ | ------------------ | ------------------ | ----------- | ----------- | ----------- | ------ | ------ | ------ |
| 2016-2017       | Southampton     | PL              | 7          | 0          | FACup+CdL       | 3+2             | 0               | UEL                | 1                  | 0                  |             | -           | -           | 13     | 0      |        |
| Totale carriera | Totale carriera | Totale carriera | 7          | 0          |                 | 5               | 0               |                    | 1                  | 0                  |             | -           | -           | 13     | 0      |        |

## Palmarès

### Nazionale
- Campionato europeo di calcio Under-17: 1

Malta 2014